# تيلهانت
تيلهانت هو مجتمع يتيح للناس كتابة وقراءة ونشر القصص القصيرة. فهو متاح كتطبيق جوال (تطبيق TaleHunt) على كل من الأنظمة الأساسية للجوّال اندرويد وآيفون في تيلهانت، يمكن لأي مستخدم إنشاء حساب ونشر القصص وروايات المعجبين والقصائد التي تقل عن 250 حرفًا. يتيح ذلك لأي شخص كتابة «حكايات» قصيرة جدًا (تُعرف أيضًا باسم القصص) وبناء قاعدة جماهيرية من المتابعين، مما يتيح للأشخاص فرصة إتاحة أعمالهم الإبداعية لجمهور أوسع. سيساعد هذا أيضًا الكتاب الجدد والقادمون في الحصول على جمهور لكتابتهم الإبداعية. يمكن لأي شخص يحب قراءة القصص المصغرة متابعة الكتاب الجيدين في تيلهانت لرؤية جميع قصصهم القادمة. قد تتضمن الحكايات في تيلهانت حكايات كتاب لم يتم اكتشافهم بعد، وكتاب نشر، وكتاب جدد، وكتاب طموحين. ما يقارب 55 ٪ من مستخدمي تيلهانت هم من الولايات المتحدة، والآخرون من أجزاء مختلفة من العالم، بما في ذلك أوروبا وآسيا.

## تاريخ
تمت اتاحة النسخة التجريبية المبكرة من تيلهانت بحلول نهاية عام 2015. تم إطلاق التطبيق رسميًا في يناير 2016.

## تصميم
يحتوي التطبيق على تصميم ذو حد ادنى وهو بسيط وينعكس في شعاره: ريشة وخربشة على خلفية خضراء داكنة. يهدف المظهر الأخضر الداكن إلى جعل تطبيق تيلهانت سهل الاستخدام وممتعًا للقراءة. بمجرد الدخول إلى التطبيق، حتى قبل تسجيل الدخول، يمكن للمستخدم قراءة قصص المستخدمين الآخرين القصيرة على الفور ومتابعة الكاتب إذا أحب المستخدم القصة بمجرد المتابعة، ستظهر جميع القصص في اليوميات الشخصية، والذي يتم تخصيصه لكل مستخدم بناءً على الأشخاص الذين يتابعهم. لكل مؤلف أيضًا صفحته الخاصة، والتي تتضمن اسم المستخدم وصورة الملف الشخصي وزر المتابعة وعدد المتابعين وعدد المستخدمين المتابعين وخلاصة جميع قصص المؤلف.